# Иосиф (Харкиолакис)
Митрополи́т Ио́сиф (греч. Μητροπολίτης Ἰωσήφ, в миру Эммануи́л Харкиола́кис, греч. Ἐμμανουὴλ Χαρκιολάκης; род. 1955, Сития, Крит, Греция) — епископ Константинопольской православной церкви; митрополит Проконнисский (с 2008).

## Биография
Родился в 1955 году в городе Ситие, на острове Крит. Начальное образование получил в родном городе.
В 1973—1975 годах служил банковским клерком. Поступил в Богословскую школу Афинского университета, которую окончил в 1978 году.
С 1974 года по 1977 год служил катехизатором в Аттической митрополии, а с 1977 по 1979 год — в составе молодёжного христианского объединения «Пантократор».
В 1978 году присвоена степень доктора богословия (Honoris causa) на богословском факультете Афинского университета.
2 июня 1979 года принял монашеский постриг с именем Иосиф.
3 июня 1979 года состоялась его хиротония во диакона. Проходил своё служение в городе Лефкасе.
27 декабря 1981 года был рукоположен в сан пресвитера и назначен протосинкеллом в город Иерапетра.
С 1982 по 1986 год служил проповедником и протосингелом Иерапитнийской митрополии.
В 1987 году поступил в клир Австралийской архиепископии и назначен настоятелем греческого прихода в города Сиднее.
C 1987 по 1989 год преподавал в Сиднейской богословской школе апостола Андрея, одновременно будучи настоятелем Никольского прихода в Мэрриквилле и занимая разные ответственные посты в Австралийской архиепископии.
3 декабря 1989 года хиротонисан во епископа Арианзоского, викария Австралийской архиепископии.
В 2002 году за диссертацию о литературной деятельности Фотиса Кондоглу получил степень доктора философии от Флиндерского университета в Аделаиде.
21 июля 2003 года был избран митрополитом Новозеландским.
31 августа 2005 года ушёл на покой и был направлен служить в Пирей.
24 июня 2008 года был избран митрополитом Проконнисским.